# Moshe Sharett
Moshe Sharett, ursprungligen Shertok, född 15 oktober 1894, Cherson, Kejsardömet Ryssland (i senare Ukraina), död 7 juli 1965 i Israel, var en israelisk politiker (Mapai) och Israels andra premiärminister (1953–1955).

## Biografi
Sharett emigrerade till Ottomanska rikets Palestina 1906. År 1910 slog sig familjen ner i Jaffa och blev en av grundarna av Tel Aviv. Under ett par år studerade Sharett vid universitetet i Istanbul och deltog i första världskriget på den turkiska arméns sida. Efter kriget fortsatte studierna vid London School of Economics där han skrev för Workers of Zion och senare även tidningen Davar. 
Då Israel utropades som självständig stat 1948 var Sharett en av dem som undertecknade självständighetsdeklarationen. Efter att ha blivit invald i det israeliska parlamentet Knesset tjänstgjorde han som utrikesminister och tog bland annat in Israel som medlem i FN. År 1954 efterträdde Sharett David Ben-Gurion på posten som premiärminister. Under hans ämbetsperiod utspelade sig Lavonaffären. Sharett efterträddes av David Ben-Gurion, som innehade posten som premiärminister ytterligare en period.